# 2975 Spahr
A 2975 Spahr (ideiglenes jelöléssel 1970 AF1) a Naprendszer kisbolygóövében található aszteroida. Hejno Potter és A. Lokalov fedezte fel 1970. január 8-án.